# Antonio de Espejo
Antonio de Espejo (Cordova, 1540 – L'Avana, 1585) è stato un imprenditore ed esploratore spagnolo. Il suo nome è legato ad una spedizione effettuata tra il 1582 ed il 1583 nei territori del sud-ovest degli Stati Uniti che corrispondono agli attuali stati del Nuovo Messico, Arizona e Texas.

## Biografia
Antonio de Espejo nacque a Cordova, in Spagna, intorno al 1540. Nel 1571 arrivò nella Nuova Spagna al seguito del suo conterraneo Pedro Moya de Contreras, che era stato nominato da Filippo II primo inquisitore del vicereame.
Dopo aver servito per un certo tempo come funzionario nel tribunale del Sant'Uffizio dell'Inquisizione a Città del Messico, acquistò insieme al fratello Pedro delle fattorie a nord della capitale e si dedicò all'allevamento di bestiame. Nel 1581, Pedro durante una discussione uccise un suo mandriano e per questo fu processato e condannato. Antonio, accusato di complicità nell'omicidio fu condannato a pagare una pesante multa. Per evitare di pagare Antonio fuggì a nord verso la zona mineraria di Santa Barbara, agli allora confini settentrionali della Nuova Spagna. Così facendo Espejo assistette al ritorno a Santa Barbara dei superstiti della spedizione di Chamuscado e Rodríguez avvenuto nell'aprile del 1582. Sperando di ricaverne la clemenza del re, Espejo si offrì di finanziare ed accompagnare una spedizione per il recupero di due frati della spedizione precedente che erano rimasti nei territori del nord. La spedizione partì nel novembre del 1582 e fece ritorno dopo 10 mesi nel settembre del 1583. Dopo il ritorno dal viaggio, Espejo, motivato da ciò che aveva visto, si propose di tornare nei territori esplorati per colonizzarli, anche a sue spese. Il permesso gli fu negato e pertanto lui si imbarcò per la Spagna con l'intenzione di presentare una petizione al re a tal fine, ma purtroppo morì durante il viaggio, a l'Avana, nel 1585.

## Spedizione Espejo - Beltrán

### Il viaggio
La spedizione capitanata da Espejo nacque inizialmente come impresa umanitaria per recuperare i due membri della spedizione di Chamuscado e Rodríguez, padre Agustín Rodríguez e padre Francisco López, che erano rimasti, per loro scelta, fra i nativi nei territori del nord. Questa notizia aveva infatti generato grande apprensione fra i religiosi della frontiera che temevano che i loro fratelli potessero essere uccisi come era già accaduto a l'altro frate Juan de Santa María. Fra i religiosi ve ne fu uno in particolare, frate Bernardino Beltrán del convento francescano di Durango, che aveva sollevato un grande clamore sulla vicenda. Espejo si propose quindi per aiutare fra Bernardino, sia finanziando la spedizione, che accompagnandola operativamente.
Dopo aver richiesto ed ottenuto, non senza qualche difficoltà, la necessaria autorizzazione reale, la spedizione partì da San Bartolomé, un quartiere minerario nei pressi di Santa Barbara, il 10 novembre 1582. Il gruppo era composto, oltre ad Espejo, da 14 soldati con i loro servitori, due frati, ed un centinaio di cavalli da soma carichi di rifornimenti. Del gruppo faceva parte anche Diego Pérez de Luxán, uno spagnolo che aveva il compito di tenere un diario della spedizione. Essi seguirono inizialmente lo stesso percorso della spedizione di Chamuscado e Rodríguez, discendendo il fiume Conchos fino alla giunzione con il Rio Grande, e poi da lì risalirono il Río Grande verso nord.
A inizio febbraio 1583 giunsero ai primi pueblo abitati dai Piro. Qui furono accolti amichevolmente ed appresero che i due frati che volevano riportate indietro erano stati uccisi a Puaray. Nonostante questa notizia, che faceva venir meno lo scopo principale del loro viaggio, essi decisero comunque di proseguire verso nord, per raggiungere la zona intorno all'attuale Bernalillo, che era allora nota come provincia del Tiguex. Giunti nella zona trovarono tutti i pueblo abbandonati, compreso quello di Puaray. Era evidente che le abitazioni erano state abbandonate da poco, per cui decisero di restare per vedere se gli abitanti ritornavano. Dopo tre giorni di vana attesa, si rifornirono di viveri e proseguirono verso nord in direzione dei peublo Keres. Anche in questo caso l'accoglienza dei pueblo fu cordiale e decisero di rimanere fra loro per alcuni giorni durante i quali si convinsero definitivamente che i due frati che erano venuti a cercare erano stati uccisi a Puaray.
Essendo oramai evidente che lo scopo della spedizione era venuto meno, alcuni membri del gruppo volevano tornare indietro, ma Espejo li convinse a restare per continuare l'esplorazione della zona. Egli pertanto con due compagni si spinse ad est dei monti Manzano, nella zona abitata dai Tompiro, ove apprese anche della morte di padre Juan de Santa María, anche lui membro della spedizione di Chamuscado e Rodríguez.
Tornato a Puaray, Espejo e il resto del gruppo si mossero in direzione ovest, visitando nell'ordine i pueblo di Zia, Jemez, Acoma e Zuni. A Zuni Espejo seppe, da tre indiani del Messico che avevano fatto parte della spedizione di Coronado, che alcune miglia più a ovest si trovava un grande lago in prossimità del quale si trovavano delle miniere d'oro. Incuriositi da questa notizia Espejo con altri nove uomini, ed una scorta di guerrieri Zuni, partirono alla ricerca del lago, lasciando a Zuni il resto del gruppo. Il lago non lo trovarono, ma raggiunsero la zona abitata dagli Hopi che li accolsero benevolmente, dando anche loro in dono cibo e coperte di cotone. Anche gli Hopi parlarono di grandi miniere di metallo situate a ovest, per cui Espejio rimandò a Zuni cinque uomini con i doni degli Hopi e con gli altri quattro e delle guide Hopi andò in cerca delle miniere. Dopo sei giorni di viaggio raggiunsero la zona trovando effettivamente delle miniere, nella zona dell'Arizona orientale, probabilmente nella Verde valley nei pressi dell'attuale città di Jerome.
Quando Espejo ritornò a Zuni frate Bernardino gli comunicò la sua intenzione di tornare a Santa Bárbara. Il gruppo pertanto si divise: una parte con Bernardino riprese la strada del ritorno seguendo lo stesso percorso fatto all'andata, ed una parte con Espejo proseguì le esplorazioni della zona.
Espejo tornò quindi al Rio Grande passando per Acoma dove ebbe una scaramuccia con gli abitanti del pueblo ed una banda di indiani che loro chiamarono Querechos (probabilmente Navajo). Tornato a Puaray vi trovarono una trentina di Pueblo con i quali si scontrarono. Essi attaccarono quindi il pueblo, lo incendiarono e uccisero 16 pueblo. Successivamente il gruppo esplorò la zona a est abitata dai pueblo Ubates, dove trovarono dei giacimenti minerari, poi passarono nella zona dei Tano, dove però non furono ben accolti.
Questi eventi, nonché la consapevolezza della esiguità della loro compagine, convince Espejo a tornare indietro, seguendo però una strada diversa. Ai primi di luglio 1583 essi si diressero dunque a est verso il fiume Pecos. Guidati da un prigioniero pueblo giunsero a Cicuique, oggi meglio nota come Pecos Pueblo, quindi arrivarono sul Pecos, da loro chiamato Rio de las Vacas, che discesero per un lungo tratto. Lungo questo percorso incontrarono dei gruppi di Jumano che diedero loro cibo ed indicazioni sulla strada da seguire. Raggiunta la confluenza con il Rio Grande lo risalirono fino al Rio Conchos e quindi giunsero nella valle di San Bartolomé il 10 settembre 1583 dove frate Beltrán li aveva preceduti da diversi giorni.

### Conseguenze
Come detto in precedenza, Antonio de Espejo, al ritorno dal viaggio si propose per colonizzare i territori esplorati anche a proprie spese. Il permesso non gli fu accordato ed egli morì mentre tornava in Spagna per perorare la sua causa di fronte a Filippo II.
Anche se non riuscì a sfruttare direttamente la situazione Espejo contribuì comunque in modo importante ad alimentare l'interesse della corona spagnola verso la regione. Infatti, mentre si trovava ancora a Santa Barbara egli scrisse una relazione sul viaggio e le sue scoperte che inviò al re nell'ottobre del 1583. In questo rapporto egli esagerava largamente le potenziali ricchezze del territorio parlando di un "lago d'oro" e di numerosi giacimenti di minerali.
In funzione di tale rapporto, e di quello fornito a seguito della precedente spedizione di Chamuscado e Rodríguez, Filippo II diede ordine al Viceré della Nuova Spagna di individuare una persona che potesse guidare una spedizione per portare tali territori sotto il controllo della corona spagnola. Queste istruzioni avrebbero portato 15 anni più tardi alla spedizione di Juan de Oñate e alla creazione della provincia di Santa Fe de Nuevo México.
Nel tempo che intercorse fra la decisione della corona spagnola della colonizzazione del territorio e la sua effettiva realizzazione, vi furono diversi tentativi da parte di avventurieri senza troppi scrupoli che, attratti dalla prospettiva di appropriarsi di ricchezze facilmente disponibili, organizzarono spedizioni non autorizzate.
La prima di queste spedizioni fu quella di Gaspar Castaño de Sosa che nel 1590-1591 tentò, senza successo, di organizzare una colonia spagnola nel Nuovo Messico.
Una seconda spedizione non autorizzata fu la spedizione di Humana e Leyva, organizzata da Antonio Gutiérrez de Humana e Francisco Leyva de Bonilla in una data non ben definita fra il 1593 e il 1595.